# Bhooria subrotundata
Bhooria subrotundata är en insektsart som beskrevs av Ribeiro 1938. Bhooria subrotundata ingår i släktet Bhooria och familjen dvärgstritar. Inga underarter finns listade i Catalogue of Life.